# Крикун, Василий Гаврилович
Василий Гаврилович Крикун (24 декабря 1918, с. Октябрьское, Ферганская область — 10 марта 2007, Новосибирск) — командир отделения, парторг батальона 362-го стрелкового полка 315-й Мелитопольской Краснознамённой стрелковой дивизии 51-й армии 4-го Украинского фронта, старший сержант, Герой Советского Союза (1943).

## Биография
Родился в украинской семье рабочего).
Окончил пять классов неполной средней школы, работал в колхозе «Заря» ветеринарным фельдшером.
В 1942 г. добровольно вступил в ряды Красной Армии (при медицинском освидетельствовании по призыву признавался негодным к службе в армии). Окончил курсы минёров-подрывников и был направлен в 315-ю стрелковую дивизию. В боях Великой Отечественной войны с 1942 г., воевал на 4-м Украинском фронте.
В одном из боёв умело заминировал участок железнодорожного пути — вражеский бронепоезд был уничтожен; в том же бою взял в плен несколько гитлеровцев. В другом бою отличился при уничтожении неприятельского командного пункта и штаба.
В 1943 г. был принят в ВКП(б), избран парторгом батальона.
В октябре 1943 г., будучи командиром отделения, в боях при освобождении Мелитополя личным примером вдохновлял бойцов, при штурме консервного завода первым поднялся в атаку. В бою у железной дороги заменил раненого командира роты, благодаря чему солдаты сумели захватить хорошо укреплённые позиции противника; лично уничтожил около десяти фашистов и двоих, при которых была исправная рация и сумка с документами, взял в плен.
Указом Президиума Верховного Совета СССР от 1 ноября 1943 года за образцовое выполнение боевых заданий командования и проявленные при этом мужество и героизм сержанту Крикуну Василию Гавриловичу присвоено звание Героя Советского Союза с вручением ордена Ленина и медали «Золотая Звезда» (№ 1300).
За время войны сержант В. Г. Крикун уничтожил и пленил свыше 250 фашистов, взорвал семь танков и шесть автомашин. 
В последующем служил парторгом батальона в 368-м запасном стрелковом полку 24-й запасной стрелковой дивизии (Туркестанский военный округ), затем в 427-м конвойном полку внутренних войск НКВД СССР. В 1946 году в звании старшего сержанта демобилизовался.
Жил в городе Таш-Кумыр Ошской области, затем в Новосибирске; работал на заводе «Сибсельмаш».

Могила В. Крикуна

Похоронен на Клещихинском кладбище в Новосибирске.

## Награды
- медаль «Золотая Звезда» Героя Советского Союза (1.11.1943; № 1300);
- орден Ленина (1.11.1943);
- орден Отечественной войны 1-й степени (11.3.1985);
- медали.

## Память
Имя Героя Советского Союза Василия Гавриловича Крикуна увековечено на Аллее Героев у Монумента Славы в Новосибирске.